# Plókai Attila
Plókai Attila (1969. július 17. –) válogatott labdarúgó, hátvéd.

## Pályafutása

### A válogatottban
1996 és 1997 között hét alkalommal szerepelt a válogatottban és egy gólt szerzett.

## Sikerei, díjai
- Magyar bajnokság
  - bajnok: 1992–93
  - 2.: 1993–94
  - 3.: 1991–92
- Magyar kupa
  - győztes: 1996
  - döntős: 1994

## Statisztika

### Mérkőzései a válogatottban
| Magyarország | Magyarország        | Magyarország            | Magyarország | Magyarország | Magyarország            | Magyarország | Magyarország | Magyarország |
| #            | Dátum               | Helyszín                | Hazai        | Eredmény     | Vendég                  | Kiírás       | Gólok        | Esemény      |
| ------------ | ------------------- | ----------------------- | ------------ | ------------ | ----------------------- | ------------ | ------------ | ------------ |
| 1.           | 1996. április 24.   | Budapest, Népstadion    | Magyarország | 0 – 2        | Ausztria                | barátságos   | -            |              |
| 2.           | 1996. május 18.     | London, Wembley Stadion | Anglia       | 3 – 0        | Magyarország            | barátságos   | -            |              |
| 3.           | 1996. június 1.     | Budapest, Népstadion    | Magyarország | 0 – 2        | Olaszország             | barátságos   | -            |              |
| 4.           | 1996. augusztus 14. | Siófok                  | Magyarország | 3 – 1        | Egyesült Arab Emírségek | barátságos   | -            | 46'          |
| 5.           | 1996. szeptember 1. | Budapest, Népstadion    | Magyarország | 1 – 0        | Finnország              | vb-selejtező | -            | 18'          |
| 6.           | 1997. március 19.   | Valletta                | Málta        | 1 – 4        | Magyarország            | barátságos   | 1            | 68' 88'      |
| 7.           | 1997. április 2.    | Budapest, Népstadion    | Magyarország | 1 – 3        | Ausztrália              | barátságos   | -            | 78'          |
|              | Összesen            |                         |              | 7            | mérkőzés                |              | 1            | gól          |